# Giuseppina Ronzi de Begnis
Giuseppina Ronzi de Begnis (nascuda Giuseppina Ronzi, Milà, 11 de gener de 1800 – Florència, 7 de juny de 1853) fou una soprano d'òpera italiana, famosa per les obres que van escriure per ella els compositors més prominents de les dècades del 1820 i del 1830.

## Biografia
El seu pare, Gaspare, fou un destacat ballarí de ballet i coreògraf, i la seva mare Antonia fou una ballerina. Els seus germans Stanislao i Pollione van ser també cantants d'òpera. Com a cantant, va fer el seu debut a Nàpols al Teatre dei Fiorentini l'any 1814, amb l'obra L'Avaro de Giovanni Cordella. Va aconseguir després importants contractes en Bolonya l'any 1816, apareixent també en Gènova, Florència; en 1817 va fer la Giulia de La vestale, i en Bèrgam. Va contreure matrimoni amb el baix italià Giuseppe de Begnis (1793–1849) quan ella tenia 16 anys. El matrimoni va durar només uns pocs anys, separant-se el 1825.
Poc després de la mort del seu marit a Nova York, Ronzi es va retirar de l'escena. Va morir a Florència, el 1853, als 53 anys, deixant una herència substancial a la seva única filla Clotilde, la qual s'havia casat l'any 1843 amb el tenor Gaetano Fraschini. Clotilde va néixer probablement a mitjans de la dècada del 1820.

## Personalitat

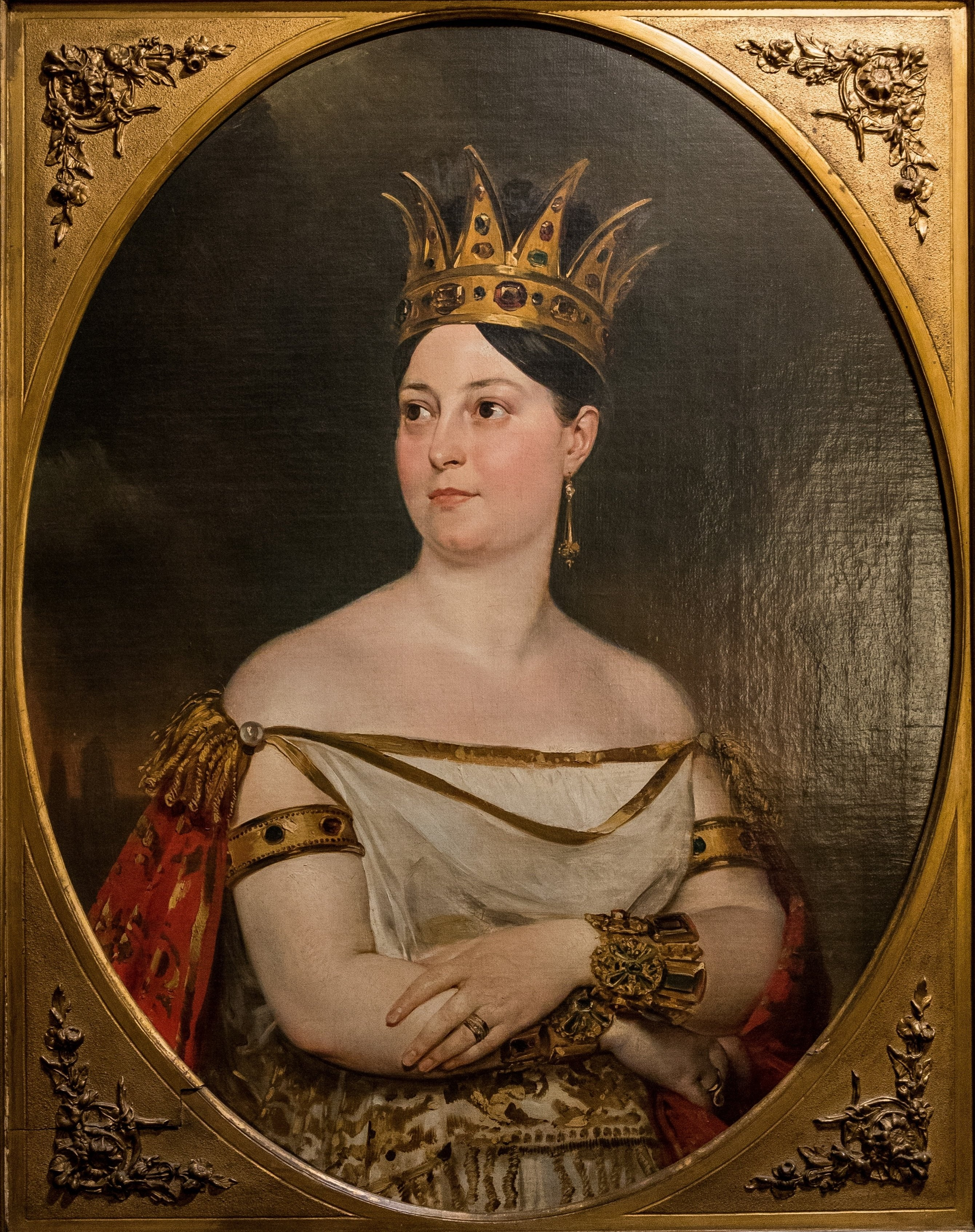
Giuseppina Ronzi de Begnis per Karl Briullov

La seva figura ha estat descrita pels seus contemporanis, incloent-hi Donizetti, com a grossa i voluptuosa. Un crític del periòdic Teatre de Milà va escriure d'ella que "Ronzi va ser, malgrat això, una figura molt bonica a l'escenari, i pels qui no són enemics de la carn, va ser molt bella".
Poc després de la seva arribada a París, a l'agost de 1819, es va enfurismar quan va saber que hauria de cantar el paper de Donna Anna en la producció de Don Giovanni a l'Òpera de París en comptes del de Zerlina. Ronzi va ser coneguda per les seves actituds capritxoses i les seves confrontacions i discussions amb altres cantants femenines, incloent-hi un famós altercat amb Anna Del Sere durant els assajos de Maria Stuarda. Les dues cantants van portar més enllà dels papers que feien de reines l'enfrontament personal, i quan Ronzi va donar durant un assaig de l'obra un especial èmfasi als insults de Maria Stuarda a la reina Elisabetta, els famosos "meretrice indegna e oscena" i "vil bastarda" (prostituta indigna i obscena, vil bastarda), es va produir una forta baralla entre ambdues cantants. Donizetti podria haver afavorit l'animositat entre elles quan, com a resposta a un comentari de Ronzi tot dient que Donizetti "protegia la puta de Del Sere", va respondre que no protegia cap d'ells. A continuació, va afegir que "aquestes dues reines van ser unes putes, i vostès són igualment dues putes":
Ronzi De Begnis es va sentir una mica avergonyida, però no va respondre a les observacions del mestre [Donizetti] i va continuar l'assaig. Alguns informes publicats per una revista teatral ens fan creure que Del Sere va quedar malmesa durant la baralla i va haver de fer repòs durant dues setmanes. Sigui com sigui, aquests enfrontaments, encara que distorsionats en diversos graus pels mitjans contemporanis i després per escriptors i biògrafs, no van ajudar a posar en escena la nova òpera a Nàpols".
L'incident va ser altament publicitat i va generar un escàndol que va incitar la censura a prohibir el llibret, obligant Donizetti a fer un canvi de darrer minut al llibret i al guió de l'obra, adaptant la música de una història de lluites florentines del 1200 anomenada Buondelmonte.
Malgrat el seu temperament, compositors com ara Giovanni Pacini, Saverio Mercadante, Vincenzo Bellini i Gaetano Donizetti van escriure per ella. En un sonet dedicat a "La Ronza", l'aclamat poeta romà Giuseppe Gioachino Belli, que havia estat hipnotitzat per la seva Norma, confirmava la seva voluptuositat i els seus efectes seductors amb el públic, concloent que tot el teatre semblava dir: "Beneïda sigui aquesta bruixa que ens encanta".

## Carrera operística

### Encontre primerenc amb Rossini
Dins 1818, Rossini li va adjudicar el paper de Ninetta en la seva òpera La gazza ladra per a la inauguració del nou Teatre Nuovo de Pesaro. Rossini tenia grans idees per l'ocasió i va voler Isabella Colbran i Andrea Nozzari per una producció colossal de la seva Armida; tanmateix constrenyiments de pressupost li van forçar a rebaixar les seves pretensions, i quan no va aconseguir la participació de la seva amiga Rosa Morandi per a La gazza ladra, va comprometre Giuseppina Ronzi de Begnis i, a un cost reduït, al seu marit Giuseppe de Begnis com l'Alcalde. Amb aquest canvi va fer prou diners per contractar a un tenor de primera línia, Alberico Curioni.

### Primers anys a París i Londres
El gener de 1819, Giuseppina i el seu marit van marxar a París, on van cantar pel reinaugurat Teatre Italià, en l'estrena parisenca del 20 de març del drama semi-seriós I Fuoriusciti di Firenze de Ferdinando Paër. L'òpera va rebre una bona crítica al Le Moniteur Universel, i el Journal de Paris va elogiar Giuseppe pel seu Uberto i Giuseppina per la seva Isabella. Mentrestant, Rossini hi havia estat informat que la parella havien estat contractades per La gazza ladra. Les perspectives van ser encoratjadores i el 5 de maig ambdós van cantar La pastorella nobile de Pietro Alessandro Guglielmi. Durant l'estiu del mateix any les crítiques sobre les seves actuacions en Il matrimonio segreto i en el Il turco in Italia de Rossini van continuar sent positives. A París, Ronzi va aparèixer com la Susanna a Le Nozze di Figaro i com la Rosina de Il barbiere di Siviglia. Va aprofitar la seva estada parisenca i va trobar temps per estudiar amb Pierre Garat interpretant els papers bufos de Paisiello i Mozart.
En 1822 va anar a Londres, on va obtenir notables èxits al Teatre del Rei, els més importants a Pietro l'Eremita (una versió en oratori de Mose en Egitto) el 30 de gener de 1822, a La donna del lago de Rossini i amb el paper protagonista de Matilde di Shabran, també de Rossini. Altres èxits amb obres de Rossini a Londres van incloure la Fiorilla de Il turco in Italia i l'Amenaide de Tancredi.

### A Itàlia
Ronzi va retornar a Itàlia el 1825. El matrimoni es va separar després de la tornada, i ella va tenir probablement problemes amb la seva veu. Al llarg de cinc anys va treballar intensament per tal de perfeccionar la seva tècnica i l'extensió vocal, per a convertir-se en una soprano lleugera com ara Grisi, Ungher, Malibran o Pasta. El 13 d'abril de 1831 el diari de Milà L'Eco va anunciar el seu retorn a Nàpols en la represa de la seva carrera operística. Va ser contractada pel Teatre San Carlo de la ciutat, on va ser amplament aclamada en les òperes que Donizetti va escriure per ella. El triomf més important de Ronzi en Nàpols va ser el del paper protagonista de l'òpera Semiramide de Rossini. En Roma, l'any 1834, va assolir un èxit igualment notable en la seva primera Norma al Teatre Apol·lo. El seu debut a La Scala de Milà va tenir lloc el 1834, quan va cantar el paper principal de l'òpera Gemma di Vergy de Donizetti. Va fer moltes sortides de cortina a saludar i un crític va escriure que el seu "posat era noble, natural i dignificat sense exageració ni afectació, el seu accent bonic, crisp i expressiu; el seu cant tot italià i de la millor escola".
Aquest any de 1834 va ser possiblement el seu any més memorable, perquè també va tenir un gran èxit a Roma en la seva primera Anna Bolena, i a Florència va encantar al públic amb el seu Romeo de l'òpera I Capuleti e i Montecchi de Bellini, així com amb la Desdemona del Otello de Rossini, una obra que ja havia cantat a Nàpols.

### Treballant amb Donizetti
Donizetti va crear personatges en cinc de les seves òperes pesant en Ronzi: Fausta, Sancia di Castiglia, Maria Stuarda, Gemma di Vergy, i Roberto Devereux. La seva Elisabetta de Roberto Devereux va rebre crítiques immillorables i en la segona nit, la del 15 de novembre de 1837, un crític va escriure que "els aplaudiments van començar amb l'entrada de Ronzi de Begnis i van acabar amb el rondó final de l'òpera". El seu repertori va incloure altres òperes de Donizetti com ara L'assedio di Calais, L'esule di Roma, Parisina, Pia de' Tolomei, i Belisario.
Després d'Henriette Sontag, Ronzi va ser considerat la millor Donna Anna. També va ser considerada la millor Norma després de Giuditta Pasta. De fet, per gairebé una dècada (1834–1843) va fer la més exitosa i fiable Norma. Bellini trobava molt bona la seva tècnica i en 1834 va planejar escriure una òpera pel Teatre San Carlo amb el rol protagonista per a Ronzi de Begnis.